# Chrysotimus dorsalis
Chrysotimus dorsalis är en tvåvingeart som beskrevs av Yang 2001. Chrysotimus dorsalis ingår i släktet Chrysotimus och familjen styltflugor. Inga underarter finns listade i Catalogue of Life.